# 若柳壽童
若柳 壽童、または寿童（わかやぎ じゅどう）は、日本舞踊若柳流の名跡の一つである。若柳流の流祖である初世宗家若柳吉松が1905年（明治38年）に名乗った名前に由来する。

## 初世
初世壽童（1845年7月27日（弘化2年6月23日） - 1917年7月22日）は、本名は若林勇吉（わかばやし ゆうきち）と言い、12歳で花柳流の初世花柳壽輔の弟子となり、15歳で壽輔の幼名である芳松の名を与えられ花柳芳松（はなやぎ よしまつ）となる。壽輔と共同で多くの振付に携わり、また3代目花柳芳次郎と共に中村座の振付を担うなど花柳流の高弟に数えられていたが、壽輔との間で意見の相違が生じ1893年に破門される。その後若柳吉松（わかやぎ きちまつ）と改名し若柳流を創流すると、舞台の振付から離れ花柳界に勢力を求め、柳橋の花街を中心に地盤を築いた。1905年に、還暦を機にで壽童と改名した。
墓所は谷中霊園。かつては浅草妙音寺にあったが戦争の空襲で焼失。戒名は「園林院壽童日宝居士」。

## 2世
2世寿童（1921年8月11日 - 1989年7月17日）は、若柳流の3世宗家家元。本名は竹内正次。2世家元・初代若柳吉蔵に師事し若柳吉正蔵を名乗る。1944年に2代目吉蔵を襲名すると共に3世若柳流家元となる。この時、流派の運営を巡る対立から、家元制の若柳流と理事制の正派若柳流と分裂することになるが、吉蔵は京都に拠点を移し若柳流の勢力拡大に努めた。1975年に壽邦（じゅほう）と改名。1988年に長らく途絶えていた2代目寿童を襲名した。
墓所は初世と同じ谷中霊園。戒名は｢至芸院殿燦晃寿童日正居士｣。

## 3世
3世寿童は、2世の妻であり流儀後見の竹内豊子が襲名した。これは2世寿童の没後に宗家家元を継いだ息子の3世若柳吉蔵が、4世宗家の座と共に贈呈したものである。

## 参考資料
- 柴崎四郎『通史花柳流 花の流れ一世紀』自由国民社、1985年。ISBN 978-4-426-50018-4
- 演劇出版社編『日本舞踊入門』2004年、ISBN 4-900256-89-7
- 藤田洋『日本舞踊ハンドブック改訂版』三省堂、2010年、ISBN 978-4-385-41066-1